# Zbysław Ciołkosz
Zbysław Ciołkosz (23 maart 1902 – 25 juni 1960) was een Pools-Amerikaans vliegtuigontwerper. Hij ontwierp onder andere de P.Z.L. 27, PWS-20, LWS-3 Mewa, RWD-11, LWS-6 Żubr, PWS-1, PWS-54, PWS-19, LWS-2, and PWS-52..
Hij werkte in Polen voor Podlaska Wytwórnia Samolotów (PWS) en Lubelska Wytwórnia Samolotów (LWS), en emigreerde naar de Verenigde Staten in 1948. Zijn werk aldaar aan de Piasecki-helikopter leverde hem een Wright Brothers Medal op, in 1953.
- International Standard Name Identifier: 0000 0001 1226 3332
- Virtual International Authority File: 163519031